# 馬澾千
馬 澾千（マ・ダルチョン、朝鮮語: 마달천、1929年4月1日 - 2016年6月8日）は、韓国の陸軍軍人、政治家、元高校教師。第9代韓国国会議員。本貫は長興馬氏。号は晩谷（マンゴク、만곡）。カトリック教徒で、洗礼名はヨシフ。漢字表記は馬達千とも。

## 経歴
日本統治時代の慶尚北道亀尾に生まれた。大邱大学（現・嶺南大学校）法学部、建国大学校大学院卒（政治学修士）。
卒業後は韓国陸軍に入り、6年間勤務し陸軍本部監察官まで務めた後、陸軍砲兵大尉として予備役に編入した。その後は純心高等学校の教師を7年間務めながら、慶北体育会理事、民主共和党慶尚北道支部事務局長を歴任した。第9代総選挙で統一主体国民会議から選出された維新政友会所属の池宗傑が辞職したため、1977年末に共和党を離党し、維新政友会の候補として繰上げ当選し国会議員を1期務めた。政界引退後は大邱大教区の教会組織の幹部や主日学校の教理教師として活動していた。